# فاتيكانولوجيا

فاتيكانولوجيا (بالإيطاليَّة: Vaticanista) هو مصطلح ابتدع بين منتصف إلى أواخر القرن العشرين لوصف الصحفيين والأكاديميين والمعلقين والذين يمكلون الخبرة في دراسة وفهم الطريقة التي يعمل فيها الكرسي الرسولي والكنيسة الكاثوليكية. ويتم التركيز بشكل خاص على آليات الاختيار والتعيين التي تبرز بقيادة الكنيسة.

## الأصول والتاريخ
يعود الفضل في أصول المصطلح إلى مصطلح كرملينولوجيا، والذي تم استخدامه لوصف وسائل الإعلام والخبراء الأكاديميين والمعلقين في مجال الحزب الشيوعي للاتحاد السوفييتي من حيث الأداء واختيار النخبة القيادية على وجه الخصوص. كان يعمل كل من الكرملين والكرسي الرسولي في درجة كبيرة من السرية والغموض، وبالتالي وجب اهتمام «الخبراء» الذين يفترض أن يكونوا قادرين على قراءة الفروق الدقيقة داخل النخب القيادية.
في عام 2005، مع أول انتخابات بابوية في عصر الأخبار المستمرة والإنترنت، أصبح مصطلح «فاتيكانولوجيا» أكثر بروزًا من خلال نشره على نطاق واسع سواء على شاشة التلفزيون وفي المنشورات على الإنترنت.